# Aldo Leopold
Aldo Leopold (11. ledna 1887, Burlington, Iowa – 21. dubna 1948, Baraboo, Wisconsin) byl americký lesník, přírodovědec, lovec a vysokoškolský učitel a jeden z průkopníků ochrany přírody a ekologického povědomí. Získal lesnické vzdělání na univerzitě Yale a poté nastoupil do státní služby na jihovýchodě USA. Jeho pozorování přírodních zákonitostí ho brzy dovedlo k požadavkům ochrany lesních území před exploatací jejich rostlinného i živočišného potenciálu a k varování před narušením jejich ekologických vazeb.
Už jako univerzitní profesor se stal obhájcem udržitelného hospodaření v amerických lesích a jeho publikační činnost mu vynesla místo na nově vzniklé katedře lesnického managementu (wildlife management) na Wisconsinské univerzitě v Madisonu. Později se jako odborník na erozi věnoval problematice vyčerpávání půd v prérijních oblastech USA.
Byl jedním ze zakladatelů Společnosti pro divočinu (Wilderness Society) a obhajoval její hodnotu samu o sobě, nepřevoditelnou na konkrétní finanční částky, a průkopníkem pojmu "etika Země" coby krajinného hospodaření v holistickém, ekosystémovém pojetí: "Určitá věc je správná, když směřuje k zachování integrity, stability a krásy biotického společenství ... směřuje-li jinam, je špatná."
Jeho hlavním popularizačním dílem je soubor esejů Sand County Almanac (česky jako Obrázky z chatrče).